# Karl Hein (cầu thủ bóng đá)
Karl Jakob Hein (sinh ngày 13 tháng 4 năm 2002) là một cầu thủ bóng đá chuyên nghiệp người Estonia thi đấu ở vị trí thủ môn cho câu lạc bộ Arsenal tại Giải bóng đá Ngoại hạng Anh và đội tuyển quốc gia Estonia.

## Sự nghiệp thi đấu

### Nõmme United
Hein bắt đầu sự nghiệp cầu thủ trẻ của mình tại câu lạc bộ JK Loo năm 8 tuổi, trước khi chuyển đến đội trẻ của câu lạc bộ Nõmme United vào năm 2015. Anh có 5 lần ra sân cho Nõmme United ở Esiliiga B, trước khi gia nhập học viện Arsenal F.C. vào tháng 5 năm 2018.

### Arsenal
Hein ký hợp đồng chuyên nghiệp đầu tiên với câu lạc bộ vào tháng 5 năm 2019. Anh có tên trong ghế dự bị của Arsenal lần đầu tiên vào ngày 29 tháng 10 năm 2020, trong trận đấu gặp Dundalk tại UEFA Europa League.
Sau khi chơi cho đội một Arsenal ở chuyến du đấu hè trước mùa 2021–22, bao gồm cả trận gặp Hibernian, Hein đã ký hợp đồng dài hạn mới với Arsenal vào ngày 17 tháng 9 năm 2021.
Vào ngày 10 tháng 11 năm 2022, Hein có trận ra mắt đội một Arsenal trong trận gặp Brighton & Hove Albion diễn ra trên Sân vận động Emirates ở vòng ba Cúp EFL. Trong trận đấu, anh để thủng lưới từ quả đá phạt trực tiếp của Danny Welbeck dẫn đến việc Arsenal thua 3–1.

#### Cho mượn tại Reading
Vào ngày 24 tháng 1 năm 2022, Reading thông báo về việc ký hợp đồng với Hein theo dạng cho mượn từ Arsenal cho đến hết mùa giải 2021–22.

## Sự nghiệp quốc tế
Hein đã từng khoác áo Estonia ở cấp độ U-17, U-19 và U-21. Anh có trận ra mắt quốc tế cho Estonia vào ngày 5 tháng 9 năm 2020, trong trận thua 0-1 trước Gruzia tại UEFA Nations League.

## Thống kê sự nghiệp

### Câu lạc bộ
Tính đến trận đấu diễn ra vào ngày 9 tháng 11 năm 2022
| Câu lạc bộ          | Mùa giải                    | Giải đấu            | Giải đấu | Giải đấu | Cúp quốc gia | Cúp quốc gia | League Cup | League Cup | Châu Âu | Châu Âu | Khác | Khác | Tổng cộng | Tổng cộng |
| Câu lạc bộ          | Mùa giải                    | Hạng đấu            | Trận     | Bàn      | Trận         | Bàn          | Trận       | Bàn        | Trận    | Bàn     | Trận | Bàn  | Trận      | Bàn       |
| ------------------- | --------------------------- | ------------------- | -------- | -------- | ------------ | ------------ | ---------- | ---------- | ------- | ------- | ---- | ---- | --------- | --------- |
| Nõmme United        | 2018                        | Esiliiga B          | 5        | 0        | 0            | 0            | —          | —          | —       | —       | —    | —    | 5         | 0         |
| Arsenal             |                             |                     |          |          |              |              |            |            |         |         |      |      |           |           |
| 2018–19             | Giải bóng đá Ngoại hạng Anh | 0                   | 0        | 0        | 0            | 0            | 0          | 0          | 0       | 0       | 0    | 0    | 0         |           |
| 2019–20             | Giải bóng đá Ngoại hạng Anh | 0                   | 0        | 0        | 0            | 0            | 0          | 0          | 0       | —       | —    | 0    | 0         |           |
| 2020–21             | Giải bóng đá Ngoại hạng Anh | 0                   | 0        | 0        | 0            | 0            | 0          | 0          | 0       | 0       | 0    | 0    | 0         |           |
| 2021–22             | Giải bóng đá Ngoại hạng Anh | 0                   | 0        | 0        | 0            | 0            | 0          | —          | —       | —       | —    | 0    | 0         |           |
| 2022–23             | Giải bóng đá Ngoại hạng Anh | 0                   | 0        | 0        | 0            | 1            | 0          | 0          | 0       | —       | —    | 1    | 0         |           |
| 2023–24             | Giải bóng đá Ngoại hạng Anh | 0                   | 0        | 0        | 0            | 0            | 0          | 0          | 0       | 0       | 0    | 0    | 0         |           |
| Tổng cộng           | Tổng cộng                   | 0                   | 0        | 0        | 0            | 1            | 0          | 0          | 0       | 0       | 0    | 1    | 0         |           |
| U-21 Arsenal        | 2020–21                     | —                   | —        | —        | —            | —            | —          | —          | —       | —       | 1    | 0    | 1         | 0         |
| U-21 Arsenal        | 2021–22                     | —                   | —        | —        | —            | —            | —          | —          | —       | —       | 1    | 0    | 1         | 0         |
| U-21 Arsenal        | 2022–23                     | —                   | —        | —        | —            | —            | —          | —          | —       | —       | 1    | 0    | 1         | 0         |
| U-21 Arsenal        | 2023–24                     | —                   | —        | —        | —            | —            | —          | —          | —       | —       | 1    | 0    | 1         | 0         |
| U-21 Arsenal        | Tổng cộng                   | Tổng cộng           | 0        | 0        | 0            | 0            | 0          | 0          | 3       | 0       | 0    | 0    | 4         | 0         |
| Reading (mượn)      | 2021–22                     | EFL Championship    | 5        | 0        | 0            | 0            | 0          | 0          | —       | —       | —    | —    | 5         | 0         |
| Tổng cộng sự nghiệp | Tổng cộng sự nghiệp         | Tổng cộng sự nghiệp | 10       | 0        | 0            | 0            | 1          | 0          | 0       | 0       | 4    | 0    | 15        | 0         |

1. 1 2 3 4  Ra sân tại EFL Trophy

### Quốc tế
Tính đến 19 tháng 11 năm 2023
| Đội tuyển quốc gia | Năm       | Trận | Bàn |
| ------------------ | --------- | ---- | --- |
| Estonia            | 2020      | 6    | 0   |
| Estonia            | 2021      | 6    | 0   |
| Estonia            | 2022      | 6    | 0   |
| Estonia            | 2023      | 9    | 0   |
| Tổng cộng          | Tổng cộng | 27   | 0   |

## Danh hiệu
Quốc tế
- Cúp Baltic: 2020[16]

Cá nhân
- Cầu thủ trẻ Estonia xuất sắc nhất năm: 2020,[17] 2021[18]